# Aljamain Sterling
Aljamain Antoine Sterling (ur. 31 lipca 1989 w Uniondale) – amerykański zawodnik mieszanych sztuk walki. Od 2014 roku walczący w federacji UFC, gdzie w latach 2021-2023 był mistrzem w wadze koguciej.

## Życiorys
Urodził się w 1989 roku w Uniondale, w stanie Nowy Jork jako syn Jamajskich rodziców, Clevelanda i Sophie Sterling. Wychowywał się z siedmiorgiem pełnoletniego rodzeństwa i co najmniej 12 przyrodnim. Aby trzymać się z dala od powszechnego życia gangów, w którym uczestniczyli niektórzy z jego braci, zaczął uprawiać zapasy w Uniondale High School w 2004 roku.
Niezdolny do nadrobienia zaległości w ocenach, aby osiągnąć Division I, optował za zapisaniem się do Morrisville State College, gdzie kontynuował zapasy. W czasie pobytu w Morrisville, rozwinął zainteresowanie MMA, gdy poznał Jona Jonesa i trenował w drużynie zapaśniczej. Po roku przeniósł się do Cortland i ostatecznie stał się dwukrotnym NCAA Division III All-American z rekordem 87-27. Ukończył Cortland z tytułem licencjata w dziedzinie wychowania fizycznego. Po latach nieobecności w zawodach zapaśniczych, zmagał się z dwukrotnym NCAA DI wrestling All-American i sophomore z Penn State Roman Bravo-Young, 22 grudnia 2020 roku, na NLWC IV. Zasady składały się z sześciu minut zapasów w stylu wolnym i trzech minut brazylijskiego jiu-jitsu. Został pokonany na punkty w pierwszym pojedynku.
Zyskał przydomek „The Funk Master” od swojego niekonwencjonalnego stylu zapaśniczego.

## Osiągnięcia

### Mieszane sztuki walki
- 2011: Mistrz ROC w wadze koguciej
- 2011–2013: Mistrz CFFC w wadze koguciej
- 2021-2023: Mistrz UFC w wadze koguciej[2][3]

## Lista zawodowych walk w MMA
| Wynik     | Bilans | Przeciwnik (bilans przed walką) | Rozstrzygnięcie                               | Runda | Czas | Rozgrywki                              | Data       | Miejsce         | Uwagi                                                                     |
| --------- | ------ | ------------------------------- | --------------------------------------------- | ----- | ---- | -------------------------------------- | ---------- | --------------- | ------------------------------------------------------------------------- |
| Przegrana | 24-5   | Mowsar Jewłojew (18-0)          | Decyzja (jednogłośna)                         | 3     | 5:00 | UFC 310                                | 07.12.2024 | Las Vegas       |                                                                           |
| Wygrana   | 24-4   | Calvin Kattar (23-7)            | Decyzja (jednogłosna)                         | 3     | 5:00 | UFC 300                                | 13.04.2024 | Las Vegas       | Debiut i przejście do wagi piórkowej.                                     |
| Przegrana | 23-4   | Sean O’Malley (16-1)            | TKO (ciosy pięściami)                         | 2     | 0:51 | UFC 292                                | 19.08.2023 | Boston          | Stracił pas mistrzowski UFC w wadze koguciej. Main Event                  |
| Wygrana   | 23-3   | Henry Cejudo (16-2)             | Decyzja (niejednogłośna)                      | 5     | 5:00 | UFC 288                                | 06.05.2023 | Newark          | Obronił pas mistrzowski UFC w wadze koguciej. Main Event                  |
| Wygrana   | 22-3   | T.J. Dillashaw (17-4)           | TKO (ciosy pięściami)                         | 2     | 3:44 | UFC 280                                | 22.10.2022 | Abu Zabi        | Obronił pas mistrzowski UFC w wadze koguciej. Co-Main Event               |
| Wygrana   | 21-3   | Piotr Jan (16-2)                | Decyzja (niejednogłośna)                      | 5     | 5:00 | UFC 273                                | 09.04.2022 | Jacksonville    | Obronił i zunifikował pas mistrzowski UFC w wadze koguciej. Co-Main Event |
| Wygrana   | 20-3   | Piotr Jan (15-1)                | Dyskwalfikacja (nielegalne kolano w parterze) | 4     | 4:29 | UFC 259                                | 06.03.2021 | Las Vegas       | Zdobył pas mistrzowski UFC w wadze koguciej                               |
| Wygrana   | 19-3   | Cory Sandhagen (12-1)           | Poddanie (duszenie zza pleców)                | 1     | 1:28 | UFC 250                                | 06.06.2020 | Las Vegas       | Bonus za występ wieczoru                                                  |
| Wygrana   | 18-3   | Pedro Munhoz (18-3)             | Decyzja (jednogłośna)                         | 3     | 5:00 | UFC 238                                | 08.06.2019 | Chicago         |                                                                           |
| Wygrana   | 17-3   | Jimmie Rivera (22-2)            | Decyzja (jednogłośna)                         | 3     | 5:00 | UFC on ESPN: Ngannou vs. Velasquez     | 17.02.2019 | Phoenix         |                                                                           |
| Wygrana   | 16-3   | Cody Stamann (17-1)             | Poddanie (dźwignia na kolano)                 | 2     | 3:42 | UFC 228                                | 8.09.2018  | Dallas          |                                                                           |
| Wygrana   | 15-3   | Brett Johns (15-0)              | Decyzja (jednogłośna)                         | 3     | 5:00 | UFC Fight Night: Barboza vs. Lee       | 21.04.2018 | Atlantic City   |                                                                           |
| Przegrana | 14-3   | Marlon Moraes (19-5-1)          | KO (kolano)                                   | 1     | 1:07 | UFC Fight Night: Swanson vs. Ortega    | 09.12.2017 | Fresno          |                                                                           |
| Wygrana   | 14-2   | Renan Barao (34-4)              | Decyzja (jednogłośna)                         | 3     | 5:00 | UFC 214                                | 29.07.2017 | Anaheim         | Limit umowny do -63,5 kg                                                  |
| Wygrana   | 13-2   | Augusto Mendes (6-1)            | Decyzja (jednogłośna)                         | 3     | 5:00 | UFC on Fox: Johnson vs. Reis           | 15.04.2017 | Kansas City     |                                                                           |
| Przegrana | 12-2   | Raphael Assuncao (23-5)         | Decyzja (niejednogłośna)                      | 3     | 5:00 | UFC on Fox: Shevchenko vs. Peña        | 28.01.2017 | Denver          |                                                                           |
| Przegrana | 12-1   | Bryan Caraway (20-7)            | Decyzja (niejednogłośna)                      | 3     | 5:00 | UFC Fight Night: Almeida vs. Garbrandt | 29.05.2016 | Las Vegas       |                                                                           |
| Wygrana   | 12-0   | Johnny Eduardo (27-9)           | Poddanie (duszenie gilotynowe)                | 2     | 4:18 | UFC Fight Night: Namajunas vs. VanZant | 10.12.2015 | Las Vegas       |                                                                           |
| Wygrana   | 11-0   | Takeya Mizugaki (20-8-2)        | Poddanie (duszenie trójkątne przez ramię)     | 3     | 2:11 | UFC on Fox: Machida vs. Rockhold       | 18.04.2015 | Newark          |                                                                           |
| Wygrana   | 10-0   | Hugo Viana (8-1)                | TKO (ciosy)                                   | 3     | 3:50 | UFC Fight Night: Cerrone vs. Miller    | 16.07.2014 | Atlantic City   |                                                                           |
| Wygrana   | 9-0    | Cody Gibson (11-3)              | Decyzja (jednogłośna)                         | 3     | 5:00 | UFC 170                                | 22.02.2014 | Las Vegas       | Debiut w UFC                                                              |
| Wygrana   | 8-0    | Joel Roberts (8-4)              | Poddanie (duszenie zza pleców)                | 1     | 1:49 | CFFC 30: Sterling vs. Roberts          | 02.11.2013 | King of Prussia | Obronił pas mistrzowski CFFC w wadze koguciej. Main Event                 |
| Wygrana   | 7-0    | Sidemar Honorio (8-2)           | Poddanie (duszenie zza pleców)                | 2     | 4:05 | CFFC 16: Williams vs. Jacoby           | 24.08.2012 | Atlantic City   | Obronił pas mistrzowski CFFC w wadze koguciej                             |
| Wygrana   | 6-0    | Casey Johnson (4-1)             | Poddanie (duszenie zza pleców)                | 3     | 2:11 | CFFC 14: No Mercy                      | 14.04.2012 | Atlantic City   | Obronił pas mistrzowski CFFC w wadze koguciej                             |
| Wygrana   | 5-0    | Sean Santella (8-2-1)           | Decyzja (jednogłośna)                         | 5     | 5:00 | CFFC 11: Danger Zone!                  | 22.10.2011 | Atlantic City   | Powrót do wagi koguciej, Zdobył pas mistrzowski CFFC w wadze koguciej     |
| Wygrana   | 4-0    | Evan Chmielski (2-1)            | TKO (ciosy)                                   | 1     | 4:58 | CFFC 10: Black Eye                     | 23.07.2011 | Atlantic City   | Debiut w wadze piórkowej                                                  |
| Wygrana   | 3-0    | Claudio Ledesma (4-1)           | Decyzja (niejednogłośna)                      | 3     | 5:00 | Ring of Combat 36                      | 17.06.2011 | Atlantic City   | Zdobył mistrzostwo Ring of Combat w wadze koguciej                        |
| Wygrana   | 2-0    | Harley Leimbach (0-5)           | Poddanie (duszenie zza pleców)                | 1     | 4:01 | EFC: Bragging Rights 2                 | 21.05.2011 | Erie            |                                                                           |
| Wygrana   | 1-0    | Sergio da Silva (0-1)           | Decyzja (jednogłośna)                         | 3     | 5:00 | UCC 4: Supremacy                       | 22.04.2011 | Morristown      |                                                                           |